# 松浦市立鷹島中学校
松浦市立鷹島中学校（まつうらしりつ たかしまちゅうがっこう、Matsuura City Takashima Junior High School）は、長崎県松浦市鷹島町中通免にある公立中学校。

## 概要
歴史
1947年（昭和22年）に創立。2012年（平成24年）に創立65周年を迎えた。
校章・校歌
校区
「長崎県松浦市鷹島町」全域。小学校区は松浦市立鷹島小学校。

## 沿革
- 1947年（昭和22年）
  - 4月1日 - 学制改革（六・三制の実施）が行われる。
    - 鷹島村国民学校の初等科が改組され、「鷹島村立鷹島小学校」となる。
    - 鷹島村国民学校の高等科と青年学校の普通科が改組され、「鷹島村立鷹島中学校」（新制中学校）が発足。
      - 中学校校舎が完成するまでの間、小学校の教室の一部（1棟3教室）を借用し、午前・午後に分けた二部授業が実施される。初代校長は大浦広。

  - 4月23日 -  開校式・入学式を挙行。
- 1949年（昭和24年）
  - 3月6日 - 新校舎（第一期工事）の一部が完成し、2・3年生6学級が移転を完了。
  - 3月15日 - 校舎が完成し、落成式を挙行。1年生が移転を完了。
  - 3月16日 - 校舎の完成を祝して慶祝学芸会・一般村民芸能大会が実施される。
  - 10月30日 - 運動場（一部）の造成が完了。
- 1950年（昭和25年）
  - 4月30日 - 長崎県立長崎水産高等学校鷹島分校（夜間定時制・水産課程・修業年限5年・定員200名）が併設される。
  - 6月8日 - 新校舎（第二期工事）が完成。長崎県立長崎水産高等学校鷹島分校の開校式を挙行。
- 1951年（昭和26年）
  - 5月9日 - 鷹島小学校・鷹島中学校・長崎水産高等学校鷹島分校合同の体育大会を実施。
  - 9月4日 - 3年生で九州一周修学旅行を実施（4泊5日）。
- 1952年（昭和27年）
  - 3月20日 - 特別教室2教室が完成。
  - 夏 - ルース台風により被害を受ける。
- 1953年（昭和28年）3月9日 – ルース台風被害復旧工事が完了。
- 1954年（昭和29年）
  - 6月24日 - 学校井戸を設置。
  - 10月15日 - 柔道場を設置。
- 1955年（昭和32年）4月1日 - 併設の鷹島分校が移管により長崎県立猶興館高等学校の分校となる[2]。
- 1957年（昭和32年）- 運動場を拡張。
- 1958年（昭和33年）4月1日 - 長崎県立猶興館高等学校鷹島分校[2]の校舎が完成し、併設を解消。
- 1959年（昭和34年）9月17日 - 台風14号により校舎と運動場に被害を受ける。
- 1961年（昭和36年）
  - 2月1日 - 鷹島小学校・鷹島中学校・猶興館高等学校鷹島分校合同鷹島村教育会が発足。
  - 3月15日 - 校旗が寄贈される。
  - 5月9日 - 新校舎が完成。
  - 6月24日 - 東校舎への渡り廊下が設置される。
- 1962年（昭和37年）
  - 8月7日 - 長崎県移動文化船が鷹島に寄港。長崎県知事佐藤勝也が来校。
  - 12月19日 - 鷹島縦貫駅伝大会を設置。
- 1963年（昭和38年）
  - 3月17日 - 校門門柱を設置。
  - 4月 - 生徒数が最大の498名（12学級）を記録。
  - この年 - 女子通学服を制定。男子学帽を制定。
  - 7月29日 - 旧校舎の補修を完了。
  - 12月26日 - 里地区海岸に黒島地区生徒通学用の待合室を設置。
- 1964年（昭和39年）
  - 3月 - クスノキ20本を植林。
  - 9月2日 - 旧校舎（創立当初からの6教室のうち4教室）を解体。
- 1965年（昭和40年）
  - 2月23日 - 鉄筋コンクリート造2階建ての新校舎（第一期工事）が完成。
  - 2月24日 - 新校舎への移転を完了。
  - 3月3日 - 旧校舎残り2教室を解体。
  - 5月28日 -中通地区公民館として使用のため、1951年（昭和26年）完成の4教室を解体。
  - 7月2日 - 運動場北西側下に水道用井戸を設置。
  - 7月21日 - 日比地区公民館として利用するため、宿直室を解体。
  - 8月18日 - 校舎裏に庭園が完成。
  - 11月 - 校門の位置を移動。
  - 12月13日 - 新校舎（第二期工事）が完成。
- 1966年（昭和41年）
  - 7月14日 - 相撲場が完成。
  - 10月10日 - 温室が完成。
- 1967年（昭和42年）
  - 3月14日 - 自転車置き場を設置。
  - 12月6日 - 水産クラブ実習船「わかたか」進水式を挙行。
- 1969年（昭和44年）
  - 5月8日 - 相撲場を西側から東側へ移動。
  - 6月21日 - 佐賀県の肥前町立肥前中学校[3]との親善試合を実施。
  - 7月 - 1・2年生、日比海岸で1泊2日のキャンプを実施。
  - 10月8日 - 長崎国体炬火（こか）リレーに参加。
- 1970年（昭和45年）3月3日 - 体育館が完成。
- 1974年（昭和49年）5月1日 - 完全給食を実施。
- 1975年（昭和50年）1月1日 - 町制施行により「鷹島町立鷹島中学校」に改称。
- 2006年（平成18年）1月1日 - 松浦市への編入により、「松浦市立鷹島中学校」（現校名）に改称。
- 2021年（令和3年）4月1日 - 現在地に校舎を改築の上、移転を完了[4]。

## アクセス
最寄りのバス停
- 昭和自動車（昭和バス）「石川」バス停

最寄りの国道・県道
- 長崎県道158号鷹島線

## 周辺
- 松浦市役所 鷹島支所（旧・鷹島町役場）
- 松浦市立鷹島小学校

## 関連事項
- 長崎県中学校一覧